# Matthias Writze
Matthias Writze (* 26. Jänner 1988 in Mödling/Niederösterreich) ist ein österreichischer Filmeditor und Drehbuchautor.

## Leben
Matthias Writze ist als Editor, Drehbuchautor und Dramaturg tätig und durch seine Zusammenarbeit mit Regisseurinnen und Regisseuren wie Clara Stern, Michael Podogil, Achmed Abdel-Salam und Jasmin Baumgartner bekannt.
Er studierte Journalismus an der FHWien und danach "Drehbuch und Dramaturgie" bei Götz Spielmann sowie "Schnitt" bei Michael Hudecek an der Filmakademie Wien.
2015 wurde er mit dem Carl-Mayer-Förderpreis für das Treatment "The Power of Love" ausgezeichnet.
Writzes Arbeiten im Bereich Montage, Drehbuch oder Dramaturgie wurden auf zahlreichen nationalen und internationalen Filmfestivals gezeigt, etwa im Berlinale Panorama, der Cinéfondation der Filmfestspiele von Cannes, dem Tribeca Filmfest, DOK Leipzig, dem Filmfestival Max Ophüls Preis oder dem Zurich Film Festival.
Seit 2023 ist er Mitglied des Vorstands des Drehbuchverband Austria. Ebenso ist er Lehrender an der Filmakademie Wien.

## Filmographie (Auswahl)
- 2019: Prost Mortem - Die letzte Runde (Fernsehserie - 4 Folgen; Drehbuchautor)[11]
- 2020: Robin's Hood (Dokumentarfilm; Editor und Autor)[12]
- 2020: Arche Nora (Dokumentarfilm; Dramaturg)[13]
- 2021: Sargnagel – Der Film (Editor)
- 2022: Alle reden übers Wetter (Ko-Editor)
- 2022: Breaking the Ice (Editor und Dramaturg)
- 2023: Heimsuchung (Editor und Dramaturg)
- 2024: Zwei gegen die Bank (Editor)
- 2024: To Close Your Eyes And See Fire (Dokumentarfilm; Editor und Dramaturg)